# BC Bus North
BC Bus North ist ein 2018 gegründetes Verkehrsunternehmen im Fernbusverkehr mit Sitz in Victoria. Anders als bei BC Transit handelt es sich jedoch um keine Crown Corporation.
Das Unternehmen wurde von der kanadischen Provinz British Columbia gegründet, nachdem Greyhound Canada alle Verbindungen in British Columbia wegen mangelnder Wirtschaftlichkeit eingestellt hatte und dadurch die Gemeinden im Norden der Provinz ohne Passagierbeförderungsoptionen waren. BC Bus North soll hier den Gemeinden in den Korridoren entlang des Highway 16 und dem nördlichen Teil des Highway 97 Möglichkeiten zur Passagierbeförderung geben. Ursprünglich war die Förderung durch die Provinz nur für ein Jahr ausgelegt, wurde zwischenzeitlich jedoch bis März 2021 verlängert. Bis dahin soll ein privater Betreiber gefunden werden.
BC Bus North betreibt die Routen nicht direkt. Die Routen werden im Auftrag der Provinz durch Diversified Transportation, eine Tochter der Pacific Western Transportation, betrieben. Die Gesellschaft setzt zum Betrieb der vier Routen vier Busse ein.
In seinem ersten Betriebsmonat, im Juni 2018, wurden die Busse bereits durch 300 Fahrgäste genutzt und im zweiten Monat dann schon durch 450 Fahrgäste. Bis zum März 2021 war die Anzahl der insgesamt transportierten Fahrgäste auf rund 13.000 gestiegen und dabei durch die Busse fast 1 Million Kilometer zurückgelegt.
Nach der zwischenzeitlichen Verlängerung der staatlichen Förderung gaben die Regierung der Provinz British Columbia und die kanadische Bundesregierung dann im Juni 2021 bekannt, dass sie Mittel in Höhe von bis zu 7,9 Mio. C $ für die Fortsetzung der Personenbeförderung im nördlichen Teil der Provinz für die Zeit bis zum März 2025 bereitstellen werden.

## Routen und Gemeinden
Die Routen in diesem Netz sind:
- „Route 100“: Prince Rupert–Smithers–Prince George
- „Route 200“: Prince George–Valemont
- „Route 300“: Prince George–Mackenzie–Dawson Creek–Fort St. John
- „Route 400“: Dawson Creek–Fort St. John–Fort Nelson

Alle Routen werden zweimal die Woche in beide Richtungen betrieben. Ausgenommen der Route Dawson Creek–Fort St. John–Fort Nelson die nur einmal die Woche in beide Richtungen betrieben wird.
| Gemeinde           | 100 | 200 | 300 | 400 |
| ------------------ | --- | --- | --- | --- |
| Prince George      | X   | X   | X   | X   |
| Vanderhoof         | X   |     |     |     |
| Fort Fraser        | X   |     |     |     |
| Fraser Lake        | X   |     |     |     |
| Burns Lake         | X   |     |     |     |
| Duncan             | X   |     |     |     |
| Topley             | X   |     |     |     |
| Houston            | X   |     |     |     |
| Telkwa             | X   |     |     |     |
| Smithers           | X   |     |     |     |
| Moricetown         | X   |     |     |     |
| New Hazelton       | X   |     |     |     |
| Gitsegukla         | X   |     |     |     |
| Kitwanga           | X   |     |     |     |
| Terrace            | X   |     |     |     |
| Port Edward        | X   |     |     |     |
| Prince Rupert      | X   |     |     |     |
| McBride            |     | X   |     |     |
| Tête Jaune Cache   |     | X   |     |     |
| Valemount          |     | X   |     |     |
| Bear Lake          |     |     | X   |     |
| McLeod Lake        |     |     | X   |     |
| Mackenzie          |     |     | X   |     |
| Azouzetta Lake     |     |     | X   |     |
| Chetwynd           |     |     | X   |     |
| Groundbirch        |     |     | X   |     |
| Dawson Creek       |     |     | X   | X   |
| Taylor             |     |     | X   | X   |
| Fort St. John      |     |     | X   | X   |
| Wonowon            |     |     |     | X   |
| Pink Mountain      |     |     |     | X   |
| Buckinghorse River |     |     |     | X   |
| Prophet River      |     |     |     | X   |
| Fort Nelson        |     |     |     | X   |

Mit Stand 2020 sind in diesem Netz insgesamt 34 Gemeinden im zentralen und nördlichen British Columbia verbunden.